# Das Tagebuch der Anne Frank
Das Tagebuch der Anne Frank là phim điện ảnh chính kịch Đức năm 2016 của đạo diễn Hans Steinbichler chuyển thể từ tiểu thuyết văn học di cảo cùng tên của cô bé người Do Thái Anne Frank. Sống ở Amsterdam thời Đức Quốc Xã chiếm đóng Hà Lan, vì là người Do Thái nên gia đình nhà Anne Frank buộc phải từ bỏ cuộc sống bình thường, đi ẩn náu để tránh sự săn lùng của chính quyền quốc xã. Bộ phim này chủ yếu kể chuyện từ góc nhìn của Anne Frank và xoáy vào sự phát triển cá nhân của cô. Đây là bộ phim điện ảnh chiếu rạp đầu tiên về Anne Frank do Đức sản xuất.
Bộ phim do các đơn vị AVE, Zeitsprung Pictures và Anne Frank Produktion GbR đồng sản xuất. Universal Pictures là nhà phân phối toàn cầu. Fred Breinersdorfer viết kịch bản còn Hans Steinbichler làm đạo diễn và có sự tham gia của các diễn viên Lea van Acken, Martina Gedeck và Ulrich Noethen. Quỹ Anne Frank hỗ trợ bộ phim bằng cách cho phép các nhà làm phim được tiếp cận toàn bộ kho lưu trữ tư liệu và tài liệu của quỹ về gia đình nhà Frank. Công tác quay phim diễn ra vào đầu năm 2015 ở Đức và Hà Lan. Buổi ra mắt phim diễn ra vào ngày 16 tháng 2 thuộc liên hoan phim Berlin lần thứ 66 và chính thức ra rạp chiếu phim Đức và Áo vào ngày 3 tháng 3 năm 2016. Đây là một trong tám bộ phim Đức gửi tranh giải Oscar năm 2016 cho hạng mục Phim quốc tế hay nhất.

## Nội dung
Anne là một cô bé hồn nhiên vui tươi với một tuổi thơ êm đềm hạnh phúc. Mùa hè tháng 5 năm 1935, gia đình Anne đi thăm họ hàng ở Sils Maria, Thụy Sĩ. Tuy họ hàng khuyên nhủ hãy chuyển sang Thụy Sĩ sinh sống nhưng ông Otto Frank vẫn muốn ở lại Amsterdam. Thế nhưng sự chiếm đóng của Đức Quốc Xã trên lãnh thổ Hà Lan cùng các luật lệ phân biệt chủng tộc mà chế độ này dành cho người Do Thái khiến cho cuộc sống của Anne ngày càng khó khăn: người Do Thái phải mang ngôi sao vàng trên áo khoác, không được tắm biển, không được lái xe đạp, không được đến rạp chiếu phim, v.v. Vào sinh nhật thứ 13, cô nhận được một quyển nhật ký làm quà. Kể từ đó, đây là nơi Anne ký thác các tâm sự của mình, từ niềm vui nỗi buồn đến các tâm tình phiền muộn. Tất cả đều ở dạng các bức thư gửi đến người bạn tưởng tượng Kitty.
Chỉ vài tuần sau, tức ngày 6 tháng 7 năm 1942, nhà Frank phải khăn gói đi ẩn náu vì cô con gái lớn Margot nhận được lệnh đi đến trại lao động. Chỗ ẩn náu là một căn hộ ba tầng bí mật có lối vào được nguỵ trang bằng một giá sách đặt trong một phòng kho chứa đồ cũ kỹ. Tất cả đều nằm trong văn phòng kinh doanh của công ty Opekta, công ty của ông Otto Frank. Nhà Frank phải chia chỗ ẩn náu với 4 người Do Thái nữa. Trong quá trình chung sống, tính cách của Anne gây ra một số xích mích với người lớn: mâu thuẫn với mẹ Edith, xích mích với bà van Daan, bất hoà với nha sĩ Fritz Pfeffer. Mọi hỷ nộ ái ố đều được Anne ghi lại trong nhật ký.
Cũng có lúc chỗ trú ẩn này rơi vào những tình thế hiểm nguy: các cuộc không kích nhằm vào Amsterdam (chẳng hạn như vào ngày 25 tháng 7 năm 1943), trộm đột nhập vào kho xưởng khiến mọi người trong nhà hoảng sợ. Không những thế, vài nhân viên trong xưởng (chẳng hạn như Van Maaren) bắt đầu sinh nghi vì nghe thấy những tiếng động bất thường. Song song với phát triển tính cách, vì nay đã đến tuổi thiếu nữ nên Anne bắt đầu tò mò về cơ thể mình. Cô bé háo hức mong chờ tới kỳ kinh nguyệt đầu tiên. Sau này, Anne và Peter van Daan bắt đầu yêu nhau, trao nhau nụ hôn đầu và lén lút âu yếm nhau sau lưng bố mẹ. Thấy thế, bố Otto đề nghị Anne phải kiềm chế.
Nghe được tin tức quân Đồng Minh sắp sửa đến giải phóng Amsterdam, ai nấy đều vui mừng khôn xiết. Không ngờ rằng, vào ngày 4 tháng 8 năm 1944 tầm lúc 10 giờ, do có chỉ điểm bí mật, cảnh sát ập vào tòa nhà và bắt giữ tất cả những người Do Thái, đưa họ lên tàu đến trại trung chuyển Westerbork rồi đến trại tập trung Auschwitz. Sau này, tất cả đều lần lượt bỏ mạng trong các trại tập trung, chỉ có Otto là sống sót.

## Phân vai
Nguồn:
- Lea van Acken trong vai Anne Frank
- Martina Gedeck trong vai Edith Frank-Holländer
- Ulrich Noethen trong vai Otto Heinrich Frank
- Stella Kunkat trong vai Margot Frank
- Ella Frey trong vai Anne Frank lúc nhỏ
- Margarita Broich trong vai Petronella van Daan
- André Jung trong vai Hans van Daan
- Leonard Carow trong vai Peter van Daan
- Arthur Klemt trong vai bác sĩ Albert Dussel
- Gerti Drassl trong vai Miep Gies
- Stefan Merki trong vai Victor Kugler
- Marcus Widmann trong vai Johannes Kleiman
- Konstanze Fischer trong vai Bep Voskuijl
- Maximilian Löwenstein trong vai Jan Gies
- Jamie Bick trong vai Hannah Pick-Goslar
- Stephan Schad trong vai Hans Goslar
- Michael A. Grimm trong vai Willem van Maaren
- Michael Kranz trong vai Lammert Hartog
- Florian Teichtmeister trong vai Karl Josef Silberbauer
- Dirk Ossig trong vai Hendrik van Hoeve
- Mareile Blendl trong vai bà van Hoeve
- Patrick Joswig trong vai người đàn ông ở bãi biển
- Barbara Melzl trong vai Olga Spitzer

## Sản xuất

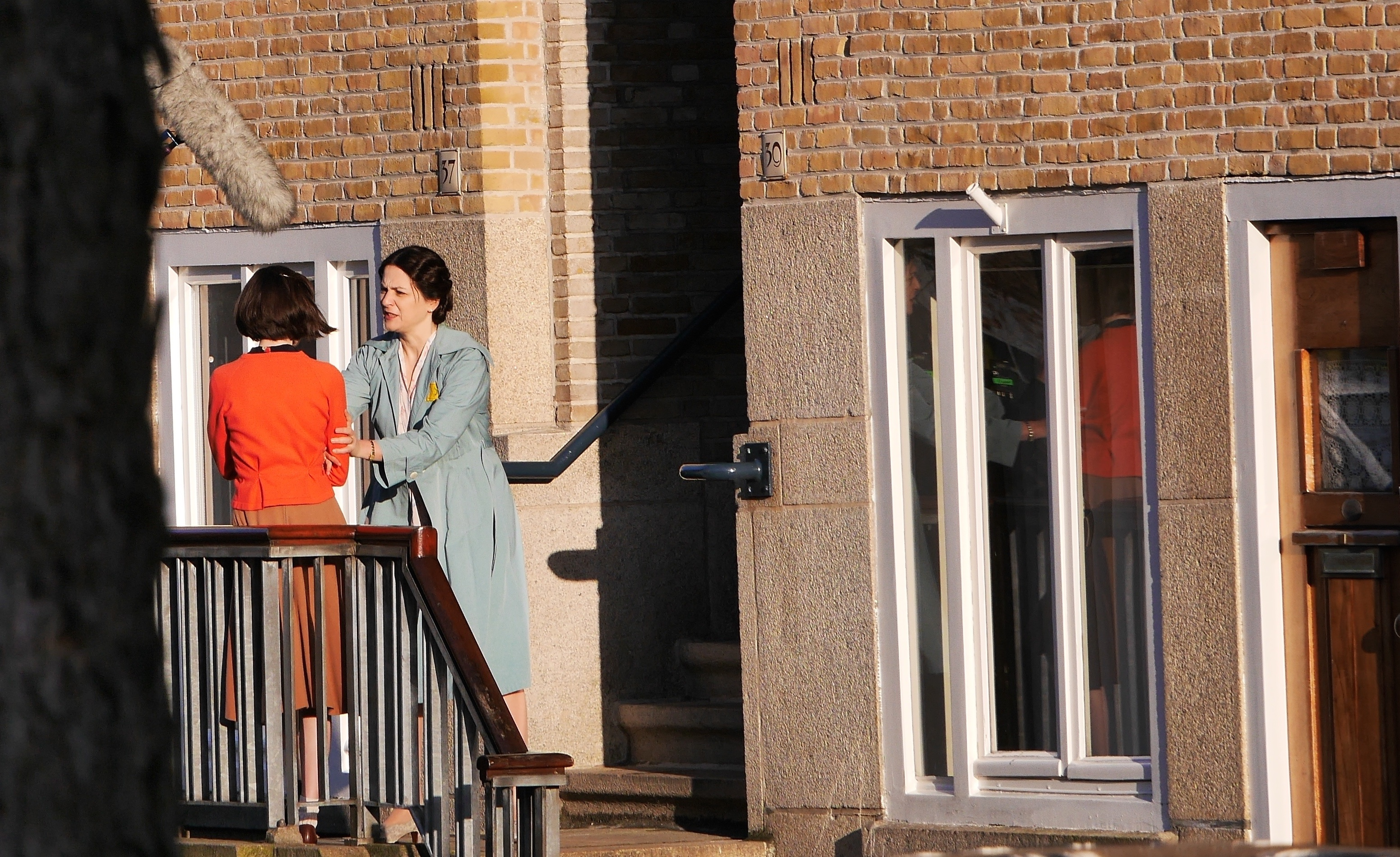
Lea van Acken và Martina Gedeck trong một cảnh quay ngoại cảnh ở Amsterdam

Hai nhà sản xuất Michael Souvignier và Walid Nakschbandi mua bản quyền độc quyền chuyển thể quyển nhật ký thành phim từ Quỹ Anne Frank (tên bản địa tiếng Đức: Anne Frank Fonds) và sản xuất bộ phim này với Universal Pictures. Quỹ Anne Frank chính là quỹ quản lý di sản của Anne Frank và quỹ từng từ chối trao cho đạo diễn Steven Spielberg bản quyền làm phim vì không thích kiểu thương mại hoá của Hollywood. Đây là bộ phim điện ảnh chiếu rạp đầu tiên về Anne Frank do Đức sản xuất. Trước bộ phim này, Nakschbandi cũng từng sản xuất phim tài liệu Meine Tochter Anne Frank (Con gái của tôi Anne Frank) chiếu trên truyền hình. Nakschbandi còn là giám đốc của công ty sản xuất phim AVE. Công ty này cùng cùng nhà xuất bản S. Fischer Verlag đều thuộc tập đoàn xuất bản Georg von Holtzbrinck. S. Fischer chính là nhà xuất bản đã cho xuất bản quyển nhật ký Anne Frank cùng nhiều xuất bản phẩm khác viết về Anne Frank. Quỹ Anne Frank hỗ trợ bộ phim bằng cách cho phép các nhà làm phim được tiếp cận toàn bộ kho lưu trữ tư liệu và tài liệu của quỹ về gia đình Frank.
Fred Breinersdorfer đảm nhiệm viết kịch bản, Bella Halben chịu trách nhiệm khâu quay phim, còn Volker Schaefer thiết kế phông cảnh. Đạo diễn Hans Steinbichler muốn dùng bộ phim chuyển thể này để thu hút thế hệ trẻ. Steinbichler nói ông muốn kể chuyện "từ trải nghiệm chủ quan và chân thực của một cô gái táo bạo, thông minh đương tuổi dậy thì và phải lớn lên trong điều kiện điên rồ". Đối với ông, câu chuyện này phải được kể một cách hoàn toàn chủ quan từ góc nhìn của nhân vật chính Anne Frank, còn quyển nhật ký sẽ được biến thành một bài phát biểu. Cụ thể, trong phim, nhân vật Anne đọc nguyên văn các đoạn nhật ký lên và thường nhìn thẳng vào khán giả.

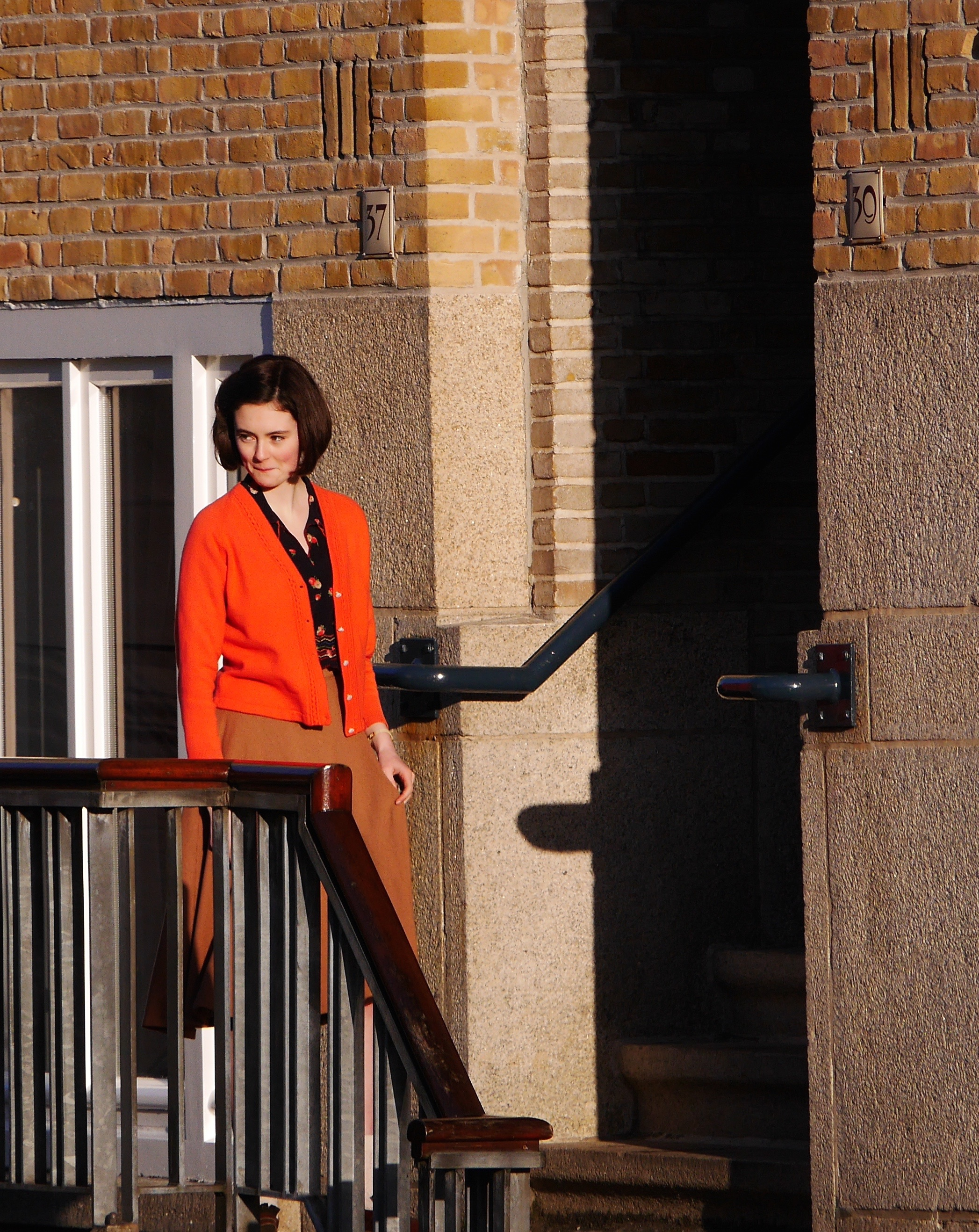
Lea van Acken quay ngoại cảnh ở Amsterdam

Trong buổi casting, các nữ diễn viên phải đọc bài độc thoại của Anne Frank ở đầu phim để thử vai. Sau khi nhận được vai chính, Lea van Acken chuẩn bị cho vai diễn bằng cách viết thư tâm sự với Anne Frank và tưởng tượng Anne là bạn mình. Đây là vai chính thứ hai trong sự nghiệp diễn xuất của Van Acken, sau bộ phim Kreuzweg của đạo diễn Dietrich Brüggemann.
Quỹ Điện ảnh và Truyền thông NRW (tên bản địa tiếng Đức: Film- und Medienstiftung NRW) tài trợ bộ phim Das Tagebuch der Anne Frank một khoản kinh phí 1,2 triệu euro. Ngoài ra, các đơn vị tài trợ khác là FilmFernsehFonds Bayern (FFF), Medienboard Berlin-Brandenburg (MBB), Medien- und Filmgesellschaft Baden-Württemberg (MFG), Filmförderungsanstalt (FFA) và Deutsche Filmförderfonds (DFFF).

### Quay phim
Công tác quay phim bắt đầu từ ngày 26 tháng 1 năm 2015 ở phim trường của tập đoàn Magic Media Company ở Köln, kéo dài sáu tuần. Đạo diễn Steinbichler cố tình nhồi các diễn viên vào một không gian studio chật hẹp để họ cảm giác là đang bị nhốt trong một căn hộ bí mật thật sự. Trả lời phỏng vấn, Steinbichler mô tả trải nghiệm phục dựng các sự kiện trong Achterhuis là "một nỗ lực lớn lao" và "rất kinh khủng". Nam diễn viên Leonard Carow cũng cho biết anh thấy công tác quay phim "căng thẳng" và "thách thức". Sau đó, ê kíp đi quay ngoại cảnh ở Bayern, Berlin và Brandenburg đến tháng 3 năm 2015. Như vậy, có tổng cộng 43 ngày quay phim. Ê kíp cũng quay ở khu chung cư Merwedeplein, chỗ ở thật của gia đình nhà Frank trước khi đi ẩn náu. Prinsengracht 263 trên phim thực chất được quay ở Leidsegracht cách Prinsengracht một km. Ê kíp không dùng nhà Anne Frank Huis (nhà Anne Frank) vì toà nhà nay đã không còn giữ được diện mạo của những năm 1940. Có một số phân đoạn trong phim là tổ hợp của những cảnh quay ở nhiều chỗ khác nhau. Chẳng hạn như phân đoạn toà nhà bị đột nhập được quay ở cả phim trường ở Köln (chỗ ẩn náu bí mật), Kulmbach (nhà kho của công ty Opekta) lẫn Amsterdam (cảnh đường phố). Các cảnh ở trại tập trung được quay ở một xưởng kéo sợi cũ ở Mainleus. Cảnh đi nghỉ mát quay ở Sils Maria, đằng xa có thể trông thấy biệt thự Laret từng thuộc sở hữu của Olga Spitzer, dì của Anne Frank. Còn phân đoạn bãi biển quay ở Nordeney, thời tiết ở đó trở lạnh khiến công tác của đoàn làm phim khó khăn. Ở cuối phim, để cho cảnh phim được chân thực, Van Acken đã cho tổ diễn cạo tóc thật của mình. Sau một ngày quay phim căng thẳng, Van Acken thoát vai bằng cách về phòng khách sạn nhảy múa hoặc ăn uống.

## Phát hành
Buổi ra mắt toàn cầu của Das Tagebuch der Anne Frank diễn ra vào ngày 16 tháng 2 thuộc liên hoan phim Berlin lần thứ 66. Bộ phim chính thức ra các rạp Đức và Áo vào ngày 3 tháng 3 năm 2016. Đây là một trong tám bộ phim Đức gửi tranh giải Oscar năm 2016 cho hạng mục Phim quốc tế hay nhất.

## Đón nhận
Bộ phim thu về 3,1 triệu đô la Mỹ doanh thu phòng vé.

### Đánh giá chuyên môn
Hiệp hội Đánh giá phim và truyền thông Đức (tên bản địa tiếng Đức: Deutsche Film- und Medienbewertung) xếp bộ phim vào loại "đặc biệt giá trị".
Trên báo RP Online, Renée Wieder gọi đây là một bộ phim "cực kỳ cảm động". Trong một bài đánh giá trên báo Tagesspiegel, Peter von Becker khen ngợi diễn xuất của nữ diễn viên chính Lea van Acken. Theo Von Becker, "van Acken đã hóa thân thành công thành một cô bé trưởng thành sớm, đang chuyển mình từ một đứa trẻ thành thiếu nữ, đang ẩn náu lại còn bị buộc phải đè nén tất cả những khát khao trong đời". Von Becker cũng nêu lên hạn chế của bộ phim chính là góc nhìn toàn cảnh, hay nói cách khác, "biểu tượng này thiếu đi cái khung và cái nền". Còn bên báo taz, Carolin Weidner kêu bộ phim giống như một buổi chiếu ảnh, đồng thời khen ngợi diễn xuất của hai nữ diễn viên Margarita Broich và Lea van Acken.
Jochen Kürten của Deutsche Welle cho rằng đây là một tác phẩm chuyển thể thành công. Theo Kürten, bộ phim vừa "bám sát các sự kiện lịch sử" vừa "dành ra khoảng không cho khán giả tự tư duy". Không những thế, Kürten còn cho rằng có thể dùng bộ phim để dạy học trong trường. Viết cho báo Süddeutsche Zeitung, Bernd Dörries ca ngợi bộ phim đã khắc hoạ Anne Frank một cách trung thực: "Không phóng đại, không xây dựng tượng đài cũng không gửi đi thông điệp nào. [...] Để tiếp cận Anne Frank gần hơn bộ phim này thì chỉ có cách đọc sách thôi." Cũng trên báo này, Susan Vahabzadeh khen ngợi đạo diễn Steinbichler đã "gạt huyền thoại sang một bên và mô tả Anne Frank như một cô gái bình thường".
Trên bài bình cho báo Zeit Online, Wiebke Porombka nhìn nhận bộ phim một cách đa chiều. Tuy thiếu đề cập đến chứng sợ ngột ngạt (tức nhồi nhét quá nhiều người vào một không gian có hạn), góc kể chuyện bị thu hẹp nhiều nhưng bộ phim đã làm tròn sứ mệnh giáo dục "là truyền tải câu chuyện về Anne Frank cho các thế hệ trẻ theo cách chân thực nhất có thể". Lea van Acken diễn xuất tròn vai và còn biết cách truyền tải các dòng nhật ký một cách sống động và lôi cuốn. Bettina Steiner của Die Presse thấy điểm mạnh nhất của bộ phim là việc khắc họa cuộc sống thường nhật, vì "nỗi kinh hoàng vĩ đại nhất diễn ra vào đúng lúc chúng ta nhận ra cuộc sống của mình". Tuy thế, Steiner chê trách sao bộ phim không dừng lại ở cảnh bắt giữ. Vì bộ phim bám sát quyển nhật ký nên Steiner cho rằng nó hãy kết thúc như quyển nhật ký, thay vì "chiếu quá nhiều cảnh các cô gái bị cạo tóc trong trại tập trung".
Cây bút Matthias Dell của Spiegel Online chê bộ phim này nhàm chán vì cứ mỗi một cảnh tươi vui lại được nối tiếp bởi một cảnh u tối căng thẳng rồi cứ thế lặp đi lặp lại. Theo Dell, bộ phim không biết cách tận dụng nguồn vật tư, và cảnh dậy thì của Anne khiến người xem thấy khó chịu vì bị chắp vá một cách có chủ đích trong khi cảnh cởi đồ trong trại tập trung thì quay mượt. Dell còn mỉa mai việc các nhà sản xuất viện cớ 'làm phim cho sau này học sinh còn có cái xem' để dựng phim, rồi khi thành phẩm có những điểm bất ổn thì bào chữa với lý do "thiếu năng lực". Viết cho báo Frankfurter Allgemeine Zeitung, Andreas Kalb cho rằng đạo diễn Steinbichler đã phí phạm cơ hội làm phim này. Kalb cho rằng đạo diễn phải nhìn nhận hình thức của quyển nhật ký từ góc độ làm phim một cách nghiêm túc và cho cả những người còn lại không phải Anne Frank xuất hiện [...] hơn là cho thấy họ như thế nào trong mắt người viết nhật ký. Trích lời Kalb, "phải dịch được sự cô đơn và khát khao của Anne Frank thành những hình ảnh đơn côi và khao khát".

## Giải trí tại gia
Hãng Universal Pictures Home Entertainment phát hành đĩa Blu-ray vào ngày 15 tháng 9 năm 2016. Trong đó bao gồm cả video hậu trường, video về Anne Frank, các đoạn phim quảng bá cũng như video buổi ra mắt phim ở Berlin.
Bộ phim lên sóng nền tảng xem phim trực tuyến Netflix tại các quốc gia Đức, Liên hiệp Anh, Áo, Thụy Sĩ vào ngày 30 tháng 6 năm 2021 và tại Hà Lan ngày 28 tháng 8 năm 2021.